# Tania Sorrell
Pour les articles homonymes, voir Sorrell.
Tania Christine Sorrell (née en 1947) est une médecin australienne, spécialiste des maladies infectieuses, professeure et directrice de l'Institut Marie Bashir pour les maladies infectieuses et la biosécurité à l'Université de Sydney. Elle est présidente du groupe directeur de la faculté de traduction de la recherche du Conseil national de la santé et de la recherche médicale sur les menaces nouvelles et émergentes pour la santé. Elle s'intéresse au diagnostic, à la prévention et au traitement des maladies infectieuses.

## Formation
Sorrell étudie la médecine à l'Université d'Adélaïde. Elle a obtenu ses diplômes de premier cycle et d'études supérieures à Adélaïde, où elle a étudié les médicaments anticonvulsivants en immunosuppression, sujet de son doctorat obtenu en 1974 avec une thèse intitulée « Anticonvulsant drugs in immunosuppression and carcinogenesis ». Elle a déménagé à l'Université de Californie, d'abord soutenue par une bourse Fulbright-Hays, puis en tant que stagiaire postdoctorale.

## Recherche et carrière
Sorrell étudie la pathogenèse des infections fongiques invasives, la découverte de médicaments et la recherche translationnelle,. Elle a rejoint la faculté de l'Université de Sydney en 1985. Elle a concentré sa carrière sur les champignons Cryptococcus. Elle a étudié les déterminants de la virulence chez Cryptococcus neoformans dans le but d'identifier de nouveaux traitements et des tests de diagnostic rapide. Ces traitements incluent de nouvelles classes d' antifongiques. Elle a conçu une nouvelle plate-forme PCR pour le criblage rapide de l'ADN et de l'ARN de jusqu'à 70 micro-organismes en même temps, ce qui peut accélérer les diagnostics cliniques. Au-delà de Cryptococcus, Sorrell s'intéresse à l'émergence de micro-organismes résistants.
Sorrell a aidé à établir l'Institut Marie Bashir de l'Université de Sydney pour les maladies infectieuses et la biosécurité,.

## Prix et distinctions
Sorrell a été présidente de la Société australasienne pour les maladies infectieuses en 1989. Elle est conseillère principale pour le Fonds d'action mondial contre les infections fongiques (en). Elle est élue membre de l'Ordre de l'Australie en 2014.
Elle est membre de l'Académie australienne des sciences de la santé et de la médecine,.

## Publications (sélection)
- (en) Ben De Pauw, Thomas J Walsh, J Peter Donnelly, David A Stevens, John E Edwards, Thierry Calandra, Peter G Pappas, Johan Maertens, Olivier Lortholary, Carol A Kauffman, David Denning, Thomas F Patterson, Georg Maschmeyer, Jacques Bille, William E Dismukes, Raoul Herbrecht, William W Hope, Christopher C Kibbler, Bart Jan Kullberg, Kieren A Marr, Patricia Muñoz, Frank C Odds, John R Perfect, Angela Restrepo, Markus Ruhnke, Brahm H Segal, Jack D Sobel, Tania C Sorrell, Claudio Viscoli, John R Wingard, Theoklis Zaoutis, John E Bennett, European Organization for Research and Treatment of Cancer/Invasive Fungal Infections Cooperative Group et National Institute of Allergy and Infectious Diseases Mycoses Study Group (EORTC/MSG) Consensus Group, « Revised definitions of invasive fungal disease from the European Organization for Research and Treatment of Cancer/Invasive Fungal Infections Cooperative Group and the National Institute of Allergy and Infectious Diseases Mycoses Study Group (EORTC/ », Clinical Infectious Diseases, OUP, vol. 46, no 12,‎ 1er juin 2008, p. 1813-1821 (ISSN 1058-4838 et 1537-6591, OCLC 24308833, PMID 18462102, PMCID 2671227, DOI 10.1086/588660).
- (en) John R Perfect, William E Dismukes, Francoise Dromer, David L Goldman, John R Graybill, Richard J Hamill, Thomas Harrison, Robert A Larsen, Olivier Lortholary, Minh-Hong Nguyen, Peter G Pappas, William G Powderly, Nina Singh, Jack D Sobel et Tania Sorrell, « Clinical practice guidelines for the management of cryptococcal disease: 2010 update by the infectious diseases society of america », Clinical Infectious Diseases, OUP, vol. 50, no 3,‎ 1er février 2010, p. 291-322 (ISSN 1058-4838 et 1537-6591, OCLC 24308833, PMID 20047480, PMCID 5826644, DOI 10.1086/649858).
- (en) J Peter Donnelly, Sharon C Chen, Carol A Kauffman, William J Steinbach, John W Baddley, Paul E. Verweij, Cornelius J Clancy, John R Wingard, Shawn R Lockhart, Andreas H Groll, Tania C Sorrell, Matteo Bassetti, Hamdi Akan, Barbara D Alexander, David Andes, Elie Azoulay, Ralf Bialek, Robert W Bradsher, Stephane Bretagne, Thierry Calandra, Angela M Caliendo, Elio Castagnola, Mario Cruciani, Manuel Cuenca-Estrella, Catherine F Decker, Sujal R Desai, Brian Fisher, Thomas Harrison, Claus Peter Heussel, Henrik E Jensen, Christopher C Kibbler, Dimitrios P Kontoyiannis, Bart-Jan Kullberg, Katrien Lagrou, Frédéric Lamoth, Thomas Lehrnbecher, Jurgen Loeffler, Olivier Lortholary, Johan Maertens, Oscar Marchetti, Kieren A Marr, Henry Masur, Jacques F Meis, C Orla Morrisey, Marcio Nucci, Luis Ostrosky-Zeichner, Livio Pagano, Thomas F Patterson, John R Perfect, Zdenek Racil, Emmanuel Roilides, Marcus Ruhnke, Cornelia Schaefer Prokop, Shmuel Shoham, Monica A Slavin, David A Stevens, George R Thompson, Jose A Vazquez, Claudio Viscoli, Thomas J Walsh, Adilia Warris, L Joseph Wheat, P Lewis White, Theoklis E Zaoutis et Peter G Pappas, « Revision and Update of the Consensus Definitions of Invasive Fungal Disease From the European Organization for Research and Treatment of Cancer and the Mycoses Study Group Education and Research Consortium », Clinical Infectious Diseases, OUP,‎ 5 décembre 2019 (ISSN 1058-4838 et 1537-6591, OCLC 24308833, PMID 31802125, DOI 10.1093/CID/CIZ1008).